# Neom
Neom je plánovaný urbanistický projekt v Saúdské Arábii. Má se nacházet v provincii Tabúk na pobřeží Rudého moře a zabírat plochu 26 500 km².
Projekt města představil saúdskoarabský korunní princ Muhammad bin Salmán na konferenci v Rijádu 24. října 2017. Je součástí plánu Saudi Vision 2030, podle něhož se má ekonomika země přeorientovat z těžby ropy na moderní technologie. Název Neom byl vytvořen spojením řecké předpony neo (nový) a prvního písmene z arabského slova mustakbál (budoucnost). Výstavbu financuje fond Public Investment Fund a náklady se odhadují na půl bilionu amerických dolarů. V oblasti má vzniknout 380 000 pracovních míst. V roce 2019 bylo zprovozněno Letiště Neom.
Neom má být příkladem chytrého města, které bude získávat veškerou energii z obnovitelných zdrojů, plánuje se zde výroba zeleného vodíku a pěstování geneticky modifikovaných rostlin. Nebudou zde silnice, lidé se budou dopravovat letecky nebo podzemními rychlovlaky. Většinu prací mají vykonávat roboti, umělá inteligence bude dohlížet na bezpečnost obyvatel a také řídit počasí. U pobřeží má vzniknout plovoucí město Oxagon.
Projekt je kritizován pro nerealisticky vysoké náklady, jejichž návratnost je nejistá, a také pro pošlapávání lidských práv původních obyvatel oblasti.

## Hlavní součásti projektu Neom
- The Line – futuristické lineární chytré město	o délce 170 km
- Oxagon – plovoucí industriální komplex
- Trojena – horské středisko
- Sindalah – luxusní ostrovní středisko

## Kontroverze
Projekt je kritizován pro nerealisticky vysoké náklady, jejichž návratnost je nejistá.
Protestují také domorodci, kteří jsou kvůli výstavbě nuceni opustit své domovy. Vzhledem k tomu, že jde o projekt autokratického saúdskoarabského korunního prince Muhammada bin Salmána, může být kritika životu nebezpečná. Kdo bude bránit výstavbě supermoderního technologického města, může být zabit – zněl podle BBC rozkaz vydaný úřady Saúdské Arábie. Při vyklízení jedné z vesnic byl v dubnu 2020 policií skutečně zabit náčelník kmene Abdul Rahim al-Huwaiti. V roce 2023 byla ke 30 letům vězení odsouzena žena, která projekt Neom kritizovala na síti Twitter.